# Xenimpia fletcheri
Xenimpia fletcheri là một loài bướm đêm trong họ Geometridae.